# Pavel Mialeshka
Pavel Alehavitch Mialeshka (en biélorusse : Павел Алегавіч Мялешка), né le 24 novembre 1992, est un athlète biélorusse spécialiste du lancer du javelot.

## Biographie
Il se classe troisième des championnats d'Europe juniors 2011 à Tallinn.
Il est éliminé au stade des qualifications lors des championnats du monde 2017 et 2019.
Troisième de la Coupe d'Europe des lancers 2021 derrière l'Allemand Johannes Vetter et le Roumain Andrian Mardare, il participe aux Jeux olympiques de Tokyo où il se classe 10e de la finale avec un meilleur lancer mesuré à 82,28 m.
Il est sacré champion de Biélorussie en 2013, 2017 et 2019.

## Palmarès
| Date | Compétition                   | Lieu    | Résultat | Marque  |
| ---- | ----------------------------- | ------- | -------- | ------- |
| 2011 | Championnats d'Europe juniors | Tallinn | 3e       | 76,59 m |
| 2021 | Jeux olympiques               | Tokyo   | 10e      | 82,28 m |

## Records
| Épreuve           | Marque  | Lieu   | Date        |
| ----------------- | ------- | ------ | ----------- |
| Lancer du javelot | 85,06 m | Prague | 7 juin 2021 |